# 花山镇 (景东县)
花山镇，是中华人民共和国云南省普洱市景东彝族自治县下辖的一个乡镇级行政单位。
2012年12月28日，云南省人民政府批复同意撤销花山乡，设立花山镇。

## 行政区划
花山镇下辖以下地区：
文俄村、营盘村、文召村、坡头村、文岔村、芦山村、淇海村、撇罗村、文明村、卜勺村、文岗村和秀龙村。